# 亚历山德拉·曼利

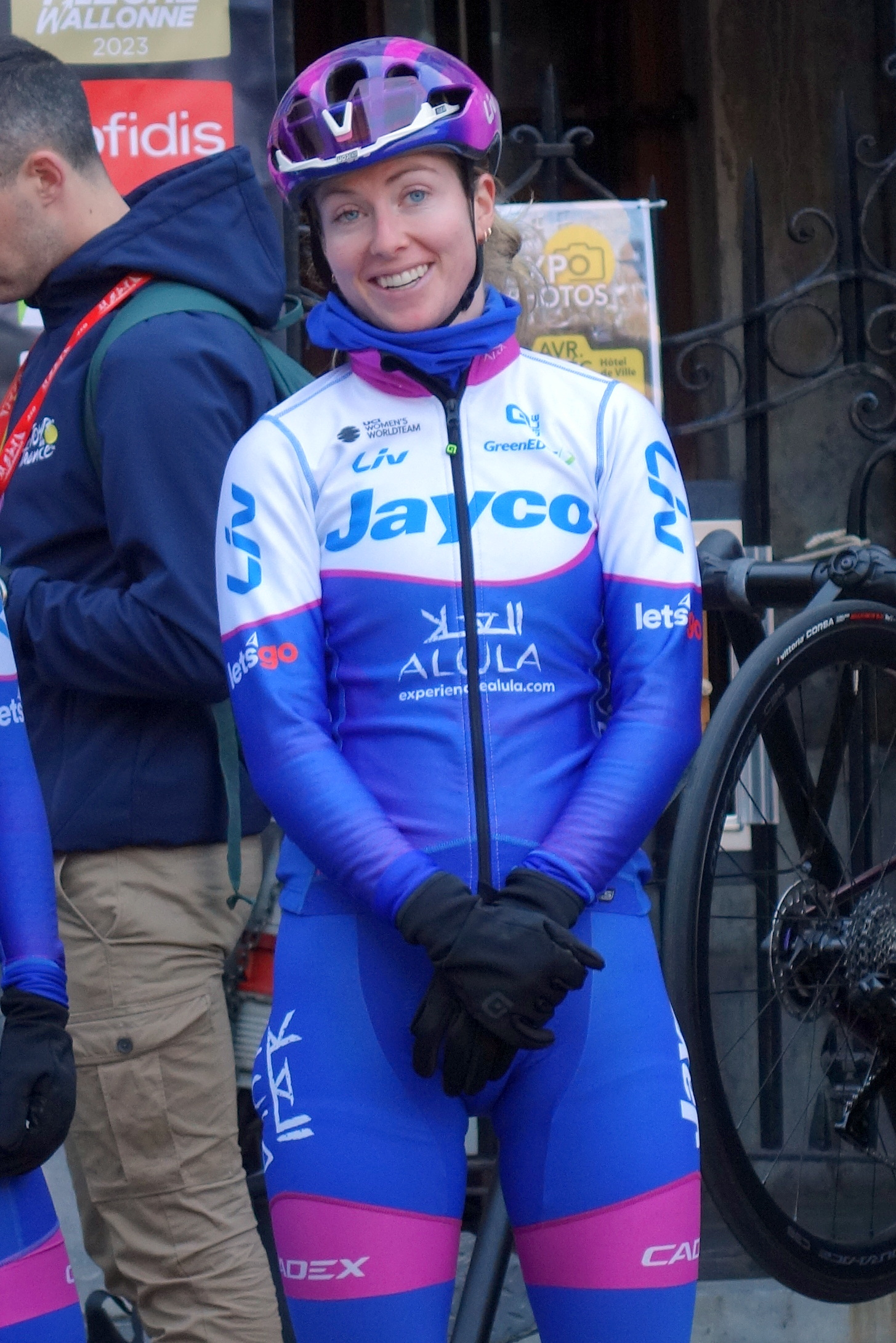
參加自行車競賽

亚历山德拉·曼利（英語：Alexandra Manly，1996年2月28日—）是一名澳大利亚职业自行车运动员，2015年至2019年间效力于Mitchelton–Scott队。
曼利出生于西澳大利亚州卡尔古利。在开始练习自行车之前，她曾接触过篮球、越野跑、篮网球、曲棍球、网球、标枪和障碍跑。